# Museu de Moesgård

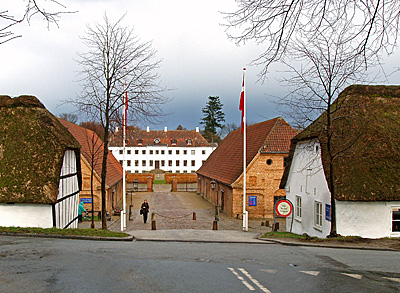
O Museu de Moesgård

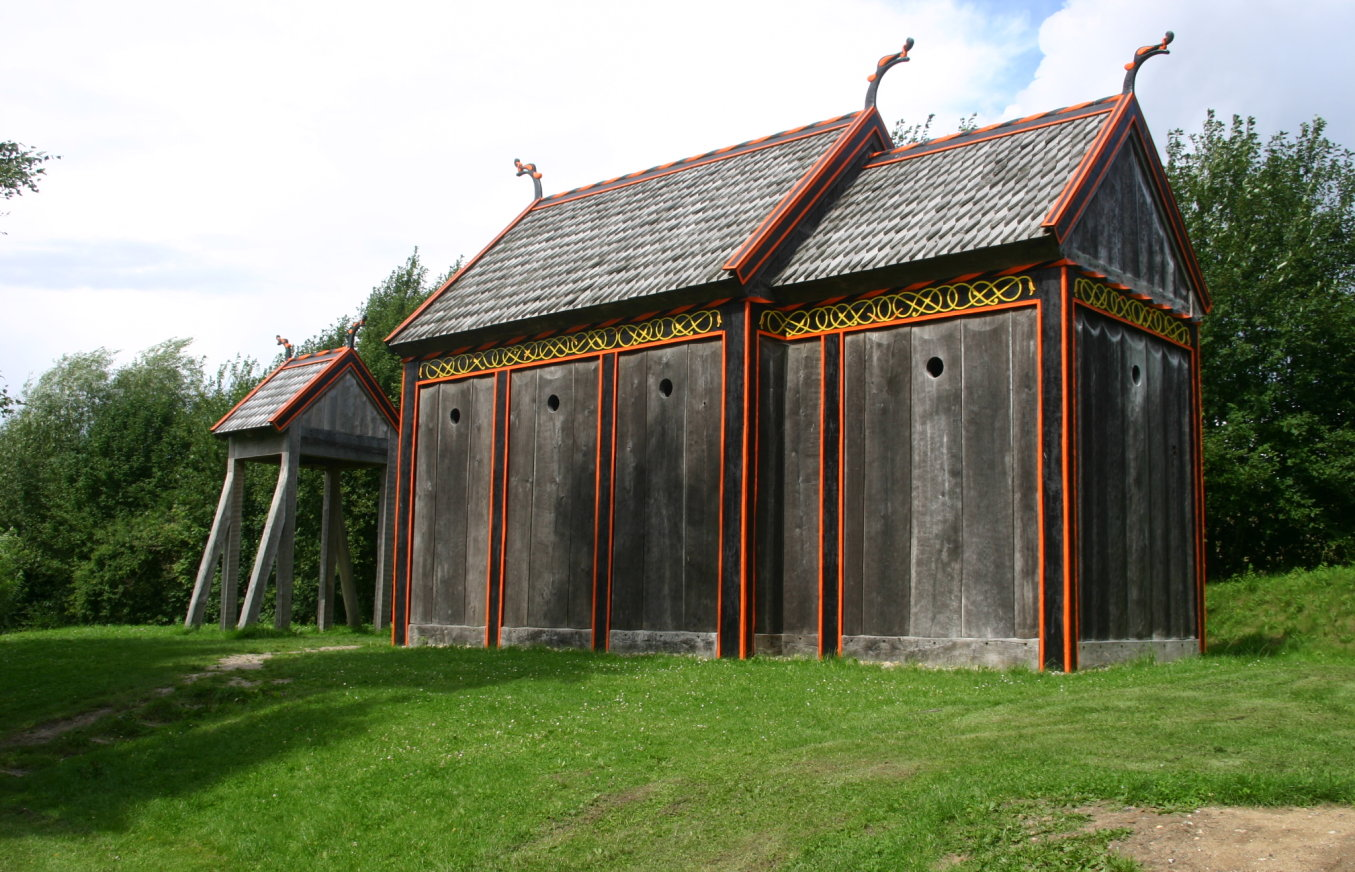
Igreja de madeira reconstruída

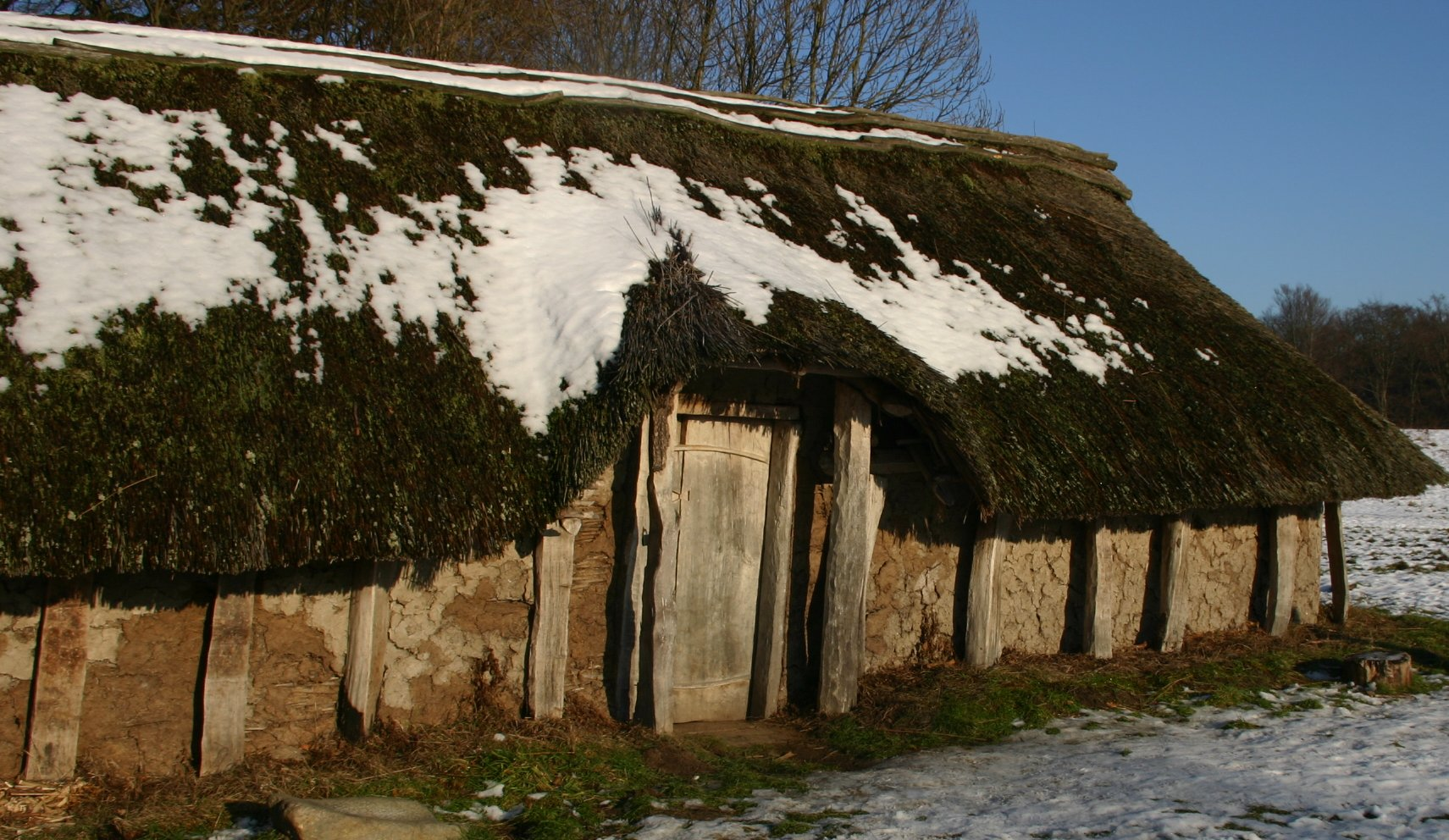
Casa da idade do ferro reconstruída

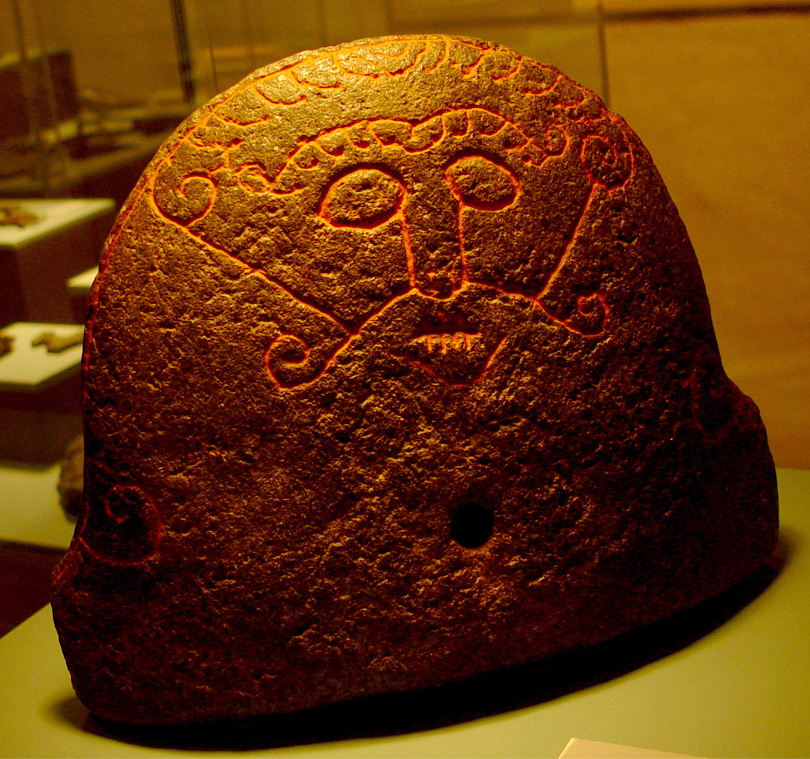
Pedra representando o deus Loki

Museu de Moesgård (conhecido actualmente como Moesgård Museum, em dinamarquês, tendo sido anteriormente conhecido como Forhistorisk Museum) é um museu situado no solar  de Moesgård, na cidade de Århus, na Dinamarca. Encontra-se numa floresta a cerca de 10 km a sul do centro da cidade Foi construído de forma a fundir-se naturalmente com a paisagem circundante: o seu telhado inclinado coberto de relva assemelha-se a mais uma colina entre tantas outras adaptando-se harmoniosamente ao ambiente bucólico. No verão, a cobertura inclinada serve de área de piqueniques e no inverno transforma-se numa rampa para trenós. 
É um museu de arqueologia e etnografia, encontrando-se associado ao Institut for Forhistorisk og Middelalderarkæologi samt Etnografi og Socialantropologi, da Universidade de Århus. 
Abriu ao público em 1970, tendo sido dirigido pelo professor Ole Klindt-Jensen até à sua morte, em 1980. Em 1997, o museu recebeu o seu nome actual.
O museu apresenta em exposição o chamado Grauballemanden, um corpo humano mumificado num pântano, datando da idade do ferro, diversas pedras rúnicas locais e a chamada pedra de Snaptun, representando o deus nórdico Loki. Para além da exposição em espaço fechado, o visitante pode também desfrutar de vários espaços ao ar livre, nos quais é possível visitar antigas casas reconstruídas, como uma igreja de madeira do início do cristianismo na Dinamarca e uma casa da idade do ferro.
A maior parte do acervo arqueológico em exposição é de origem dinamarquesa, havendo contudo também elementos oriundos do Barém e de outros locais do Golfo Pérsico.
Na chamada ala das runas, encontra-se uma colecção de runas da era viquingue. Pelo menos cinco delas foram encontradas na cidade de Århus. Uma delas apresenta uma figura com uma máscara, que foi usada como logotipo do museu. As pedras em exposição não são tumulares, tendo sim sido colocadas em caminhos, pontes e outros pontos. 
Entre Abril e Setembro, o museu encontra-se aberto entre as 10 e as 17 horas. Nos restantes meses, abre entre as 10 e as 16 horas.

## Arredores
A propriedade do Moesgard cobre 100 hectares de parques, floresta, campos abertos e se estende das construções do museu até a Baía de Aarhus. Em um dos parques da região é possível encontrar uma casa da Tailândia, uma doação feita ao Museu de Moesgard pelo Rei da Tailândia em 1975. A casa tem aproximadamente 100 anos de existência e é originária de Ayutthaya, antiga capital do país asiático e que fica a 200 quilômetros ao norte da cidade de Bangkok. 